# Structura proteinelor
Structura proteinelor este dată de aranjamentul tridimensional al atomilor într-o moleculă, formată dintr-un lanț de aminoacizi. Proteinele sunt polimeri (polipeptide) formați din secvențe de aminoacizi, care sunt monomerii polimerului. Monomerul aminoacid poate fi, de asemenea, numit reziduu, datorită integrării acestuia în molecula de ansamblu. Astfel, proteinele se formează prin condensarea aminoacizilor, formând legături peptidice prin eliminarea de apă. Prin convenție, un lanț sub 30 de aminoacizi este adesea identificat ca reprezentând o peptidă, mai degrabă decât ca o proteină.  Pentru a-și putea îndeplini funcțiile biologice, proteinele se pliază în una sau mai multe conformații spațiale specifice determinate de o serie de interacțiuni non-covalente, cum ar fi: legături de hidrogen, legăruri ionice, forțe Van der Waals și aranjarea hidrofobă. Pentru a înțelege funcțiile proteinelor la nivel molecular, este necesar să se determine structura lor tridimensională. Aceasta este obiectul de studiu al biologiei structurale, care folosește tehnici precum: cristalografia cu raze X, spectroscopia RMN, microscopia crio-electronică (crio-EM) și interferometria prin dublă polarizare.
Structurile proteinelor variază în mărime de la câteva zeci, la câteva mii de aminoacizi. După mărimea fizică, proteinele sunt considerate ca fiind nanoparticule, având dimensiuni de la 1 până la 100 nm. Mai multe subunități proteice pot forma un complex proteic.
O proteină suferă de obicei modificări structurale reversibile în cursul îndeplinirii funcției sale biologice. Structurile alternative ale aceleiași proteine sunt denumite conformații, iar tranzițiile dintre ele se numesc transformări conformaționale.

## Nivelurile structurii proteinelor
Convențional, folosim patru niveluri consecutive de structură a proteinelor pentru descierea acestora.

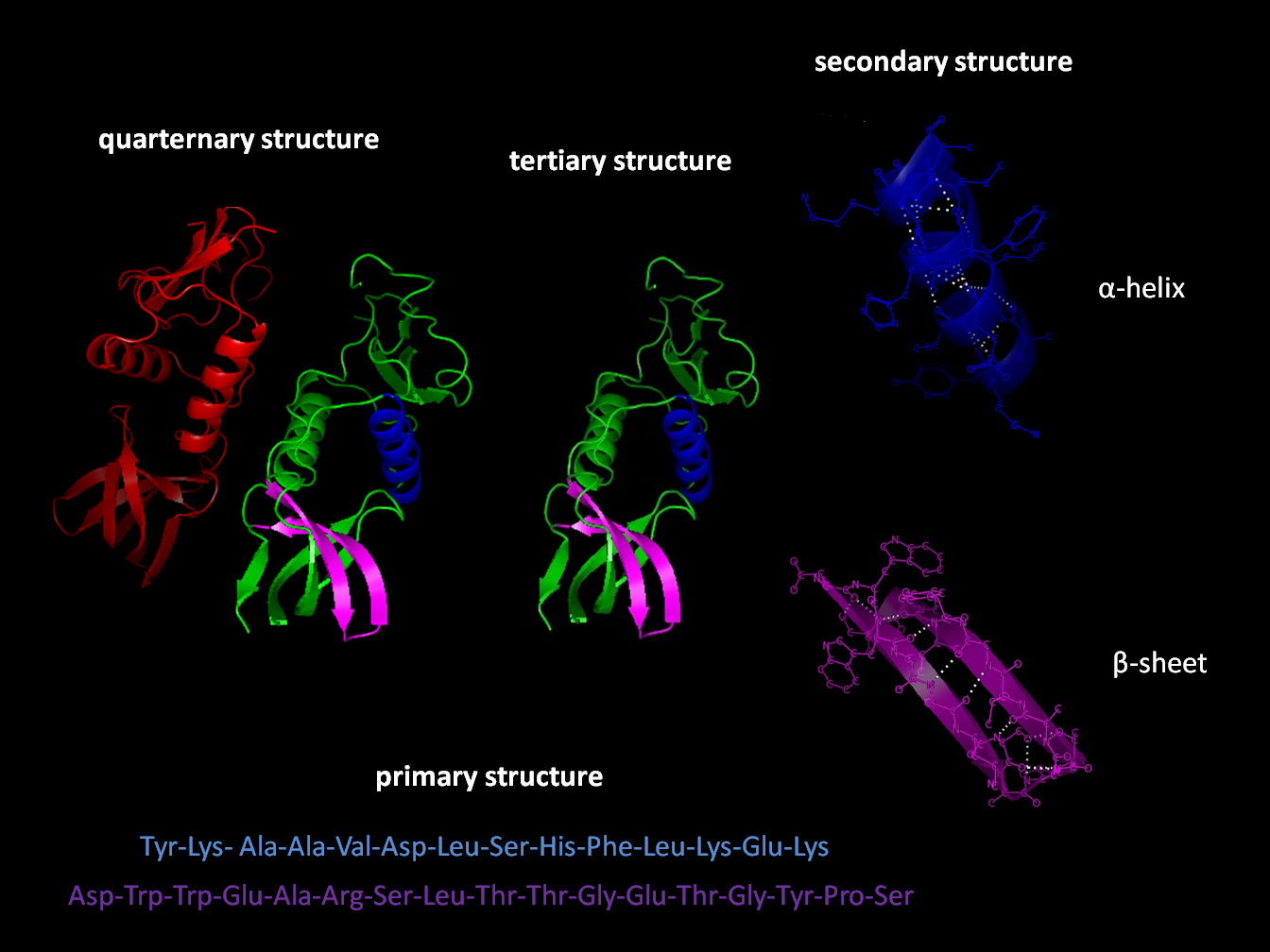
Cele patru niveluri ale structurii proteinelor

### Structura primară
Structura primară a unei proteine se referă la secvența aminoacizilor din lanțul polipeptidic. Structura primară este alcătuită de legăturile peptidice care sunt realizate în timpul procesului de biosinteză a proteinelor . Cele două capete ale lanțului polipeptidic sunt denumite capăt carboxil-terminal (capăt C-terminal) și capăt amino-terminal (capăt N-terminal) pe baza naturii grupului funcțional liber de la fiecare extremitate a catenei principale. Numărarea rezidurilor începe întotdeauna la capătul N-terminal (guparea NH2), unde gruparea amino nu este implicată într-o legătură peptidică. Structura primară a unei proteine este determinată de gena corespunzătoare proteinei. O secvență specifică de nucleotide din ADN este transcrisă în ARNm, care este citit de ribozom într-un proces numit translație. Secvența unei proteine este unică pentru acea proteină și definește structura și funcția proteinei. Secvența unei proteine poate fi determinată prin metode precum degradarea Edman sau spectrometria de masă în tandem . Adesea, însă, este citită direct din codul genetic al genei. Modificările post-translaționale, cum ar fi fosforilările și glicozilările, sunt de obicei considerate ca fiind parte a structurii primare, neputând însă fi citite din genă. 

### Structura secundară

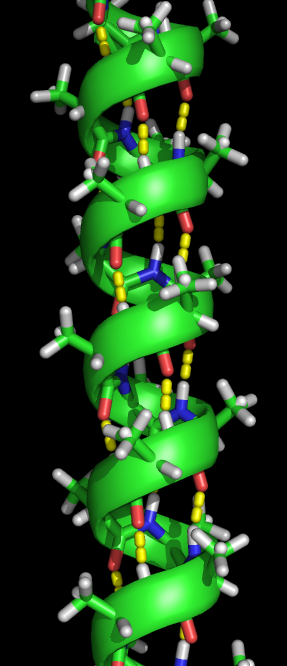
Un α-helix stabilizat prin legături de hidrogen (punctele galbene)

Structura secundară se referă la sub-structuri locate, cu caracter regulat, formând scheletul polipeptidic. Cele două tipuri principale de structură secundară, α-helix și β-laminară, au fost sugerate în 1951 de Linus Pauling și colaboratorii.  Aceste structuri secundare sunt formate datorită tiparelor legăturilor de hidrogen dintre grupările peptidice din lanțul principal. Au o geometrie regulată, fiind constrânși la valori specifice ale unghiurilor diedrice ψ și φ, conform graficului Ramachandran. Atât α-helixul cât și structura β-laminară reprezintă o modalitate de saturare a tuturor donatorilor și acceptorilor de legături de hidrogen din scheletul peptidei. Pot exista și părți ale proteinei care sunt ordonate, dar fără să formeze structuri regulate. Acestea nu trebuie confundate cu bobinarea aleatorie, care presupune un lanț polipeptidic lipsit de orice structură tridimensională fixă. Mai multe structuri secundare secvențiale pot forma o „unitate supersecundară”. 

### Structura terțiară
Structura terțiară se referă la structura tridimensională creată de o singură moleculă proteică (un singur lanț polipeptidic). Poate include unul sau mai multe domenii. Structurile α-helix și β-laminare sunt pliate într-o structură globulară compactă. Plierea este condusă de interacțiunile hidrofobe nespecifice, protejarea reziduurilor hidrofobe de interacțiunea cu apa, dar structura devine stabilă numai atunci când domeniile proteice sunt fixate spațial prin interacțiuni terțiare specifice, cum ar fi: punțile de sare, legăturile de hidrogen, împachetarea strânsă a lanțurilor laterale și legăturile disulfurice. Legăturile disulfurice sunt extrem de rare în proteinele din citosol, deoarece citosolul este în general un mediu reducător.

### Structura cuaternară
Structura cuaternară este structura tridimensională constând din agregarea a două sau mai multe lanțuri polipeptidice individuale (subunități), care operează ca o singură unitate funcțională (multimer). Multimerul rezultat este stabilizat de aceleași interacțiuni non-covalente și legături disulfurice, ca în structura terțiară. Există multe conformații cuaternare posibile. Proteinele ce conțin două subunități se numesc dimere, cele care conțin trei subunități se numesc trimere, cele care conțin patru subunități se numesc tetramere, șamd. Subunitățile (aparținând unei proteine) pot deseori suporta operații de simetrie, cum ar fi o axă de 2 ori într-un dimer. Multimerii compuși din subunități identice sunt menționați cu prefixul "homo-", iar cei compuși din subunități diferite sunt menționați cu prefixul "hetero-". De exemplu, hemoglobina A este un heterotetramer, pentru că conține două lanțuri alfa și două lanțuri beta.

## Domenii, motive și pliuri în structura proteinelor

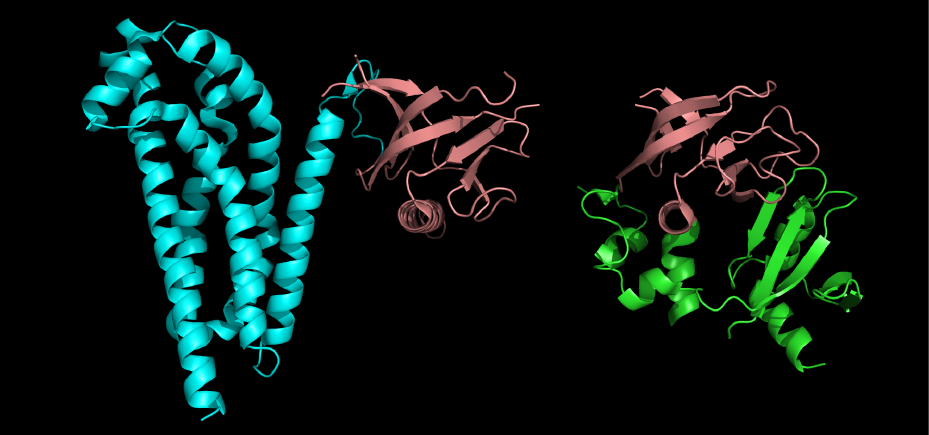
Domenii proteice. Cele două proteine prezentate au un domeniu comun (cu culoarea maro), domeniul PH, care este implicat în legarea fosfatidilinozitolului (3,4,5) -trisfosfat

Proteinele sunt frecvent descrise ca fiind formate din mai multe unități structurale. Aceste unități includ domenii, motive și pliuri. În ciuda faptului că există aproximativ 100.000 de proteine diferite exprimate în sistemele eucariote, există mai puține domenii diferite, motive structurale și pliuri.

### Domeniu structural
Un domeniu structural este un element al structurii generale a proteinei care se auto-stabilizează și se pliază adesea independent de restul lanțului proteic. Multe domenii nu sunt unice pentru produsul proteic al unei gene sau pentru produsele unei familii de gene, ci apar într-o varietate de proteine. Domeniile sunt deseori izolate și nomenclaturizate, deoarece proemină în funcția biologică a proteinei de care aparțin; de exemplu, „domeniul calmodulinei care leagă calciul”. Deoarece au stabilități independente, domeniile pot fi „înlocuite” prin inginerie genetică, ducând la obținerea proteinelor de fuziune. Combinațiile frecvente a mai multor domenii, care apar în diferite proteine, se numește „un superdomeniu”, putând evolua ca o singură unitate (de exemplu, perechea formată dintre domeniul proteinei tirozin fosfatazei și domeniul C2). 

### Motive structurale și secvențiale
Motivele structurale cuprind secvențe scurte de structuri proteice tridimensionale, ce se regăsesc într-un număr mare de proteine diferite. Similar, motivele secvențiale cuprind secvențe scurte de aminoacizi, ce se regăsesc într-un număr mare de proteine diferite. 

### Structura supersecundară
Structura supersecundară se referă la o combinație specifică de elemente ale structurii secundare, cum ar fi unitățile β-α-β sau un motivul helix-cot-helix. Unele dintre ele pot fi cuprinse în cadrul motivelor structurale.

### Pliul proteinelor
Pliul proteic se referă la arhitectura generală (structura tridimensională) a proteinei. Astfel, putem identifica: mănunchiul helix, butoiul-β, pliul Rossmann sau diferite alte „pliuri” cuprinse în baza de date pentru clasificarea structurală a proteinelor.  Un concept înrudit este cel al topologiei proteinelor.

## Dinamica proteinelor și ansamblurile conformaționale
O proteină nu adoptă o conformație definitivă, ci mai degrabă tranziționează printr-o serie de stări conformaționale. Tranzițiile între aceste conformații au loc, în mod obișnuit, la nivel nanoscopic, fiind legate de fenomene funcțional relevante, cum ar fi semnalizarea alosterică  sau cataliza enzimatică. Dinamica proteică și modificările conformaționale permit proteinelor să funcționeze ca niște mașinării biologice nanometrice celulare, adesea sub formă de complexe proteice. Exemplele includ proteinele motorii, cum ar fi miozina, care este responsabilă pentru contracția musculară, kinezina, care deplasează încărcătura din interiorul celulelor departe de nucleu de-a lungul microtubulilor și dineina, care deplasează încărcătura din interiorul celulelor către nucleu, și produce bătăile axonemale ale cililor motili și flagelilor. „În definitiv, [cilul mobil] este o nanomașinărie compusă din probabil peste 600 de proteine, organizate în complexe moleculare, dintre care multe funcționează, de asemenea, ca nanomașinării independente... Legăturile flexibile permit domeniilor proteinelor mobile conectate să își recruteze partenerii de legare, și să inducă alosterie pe distanțe lungi datorită dinamicii domeniului proteic." 

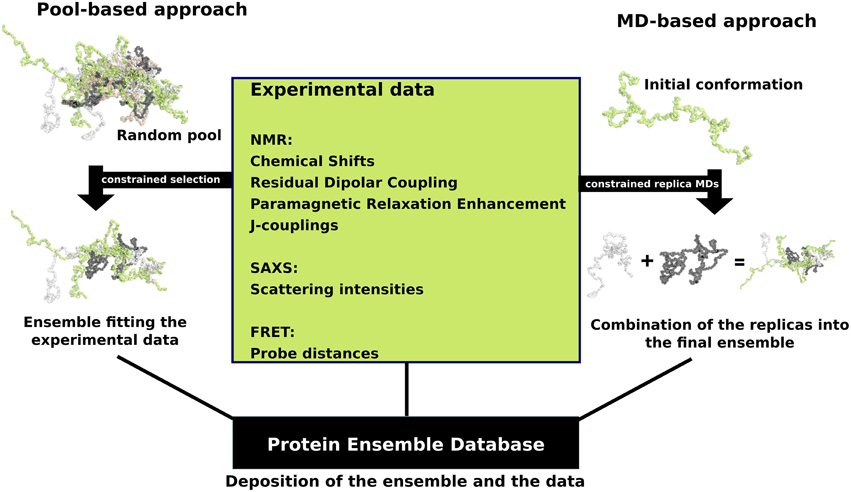
Vedere schematică a celor două abordări principale de calcul al ansamblurilor unei proteine intrinsec dezordonate.

Proteinele sunt adesea considerate ca fiind structuri terțiare relativ stabile, care suferă modificări conformaționale ca urmare a interacțiunilor cu alte proteine, sau ca parte a activității enzimatice. În general însă, proteinele pot avea diferite grade de stabilitate, iar proteinele mai puțin stabile sunt numite proteine intrinsec dezordonate. Aceste proteine există și funcționează într-o conformație relativ „dezordonată”, lipsind o structură terțiară stabilă. Ca urmare, sunt dificil de descris printr-o singură structură terțiară. Ansamblurile conformaționale au fost concepute ca modalitate de a furniza o reprezentare mai precisă și „dinamică” a stărilor conformaționale ale proteinelor intrinsec dezordonate. 
Modelul ansamblului conformațional este o reprezentare a unei proteine care poate fi considerată a avea o structură flexibilă. Crearea acestor modele necesită determinarea conformațiilor proteice posibile teoretic ce, totodată, există în fapt. O abordare este de a aplica algoritmi de calcul la datele proteinei, pentru a determina cel mai probabil set de conformații pentru o anumită proteină intrinsec dezordonată. Conform Bazei de Date a Ansamblurilor de Proteine (Protein Ensemble Database), există două metodologii generale de modelare a datelor: 
Există mai multe metode pentru pregătirea datelor pentru baza de date a ansamblelor de proteine care se încadrează în două metodologii generale: metoda fondului generat (pool-based) și metoda dinamicii moleculare (MD). Metoda fondului generat folosește secvența de aminoacizi a proteinei (i.e. structura primară) pentru a genera un fond numeros de conformații aleatorii. Apoi, acest fond este supus unor prelucrări computaționale, de unde rezultă un set de parametrii teoretici pentru fiecare conformație a structurii. Acele subseturi a căror parametri teoretici se potrivesc îndeaproape cu datele experimentale sunt selectate. Abordarea alternativă a dinamicii moleculare confruntă direct conformațiile aleatorii cu datele experimentale. Din datele experimentale sunt extrase în prealabil criterile de acceptare a conformațiilor (exp. distanțele cunoscute dintre atomii componenți).  Sunt acceptate numai conformațiile care reușesc să rămână în limitele stabilite de datele experimentale. Această abordare folosește adesea cantități mari de date experimentale, fiind necesare mari puteri de calcul. 
Până în prezent, ansambluri conformaționale au fost generate pentru un număr de proteine foarte dinamice, și parțial nepliate, cum ar fi: Sic1/ Cdc4,  p15PAF,  MKK7,  Beta-synuclein  și P27. 

## Plierea proteinelor
Pe măsură ce sunt traduse, polipeptidele ies din ribozom bobinate aleatoriu, iar ulterior se pliază în stările native.   Structura finală a lanțului proteic este, în general, determinată de secvența sa de aminoacizi (dogma lui Anfinsen). 

## Stabilitatea proteinelor
Stabilitatea termodinamică a unei proteine este dată de diferența de energie Gibbs dintre starea pliată și starea nepliată ale acesteia. Această diferență de energie liberă (i.e. energie Gibbs) este foarte sensibilă la temperatură, prin urmare, o modificare a temperaturii, poate duce la desfășurarea sau la denaturarea proteinei. Denaturarea proteinei duce la pierderea funcției și a stării native. Energia liberă de stabilizare a proteinelor globulare solubile nu depășește de obicei 50 kJ/mol.  Ținând cont de numărul mare de legături de hidrogen necesare pentru stabilizarea structurilor secundare, și de stabilizarea miezului interior prin interacțiuni hidrofobe, stabilitatea proteinei (energia liberă de stabilizare) rezultă ca urmare a unei diferențe mici între numere mari. 

## Metode de determinare a structurii proteinelor

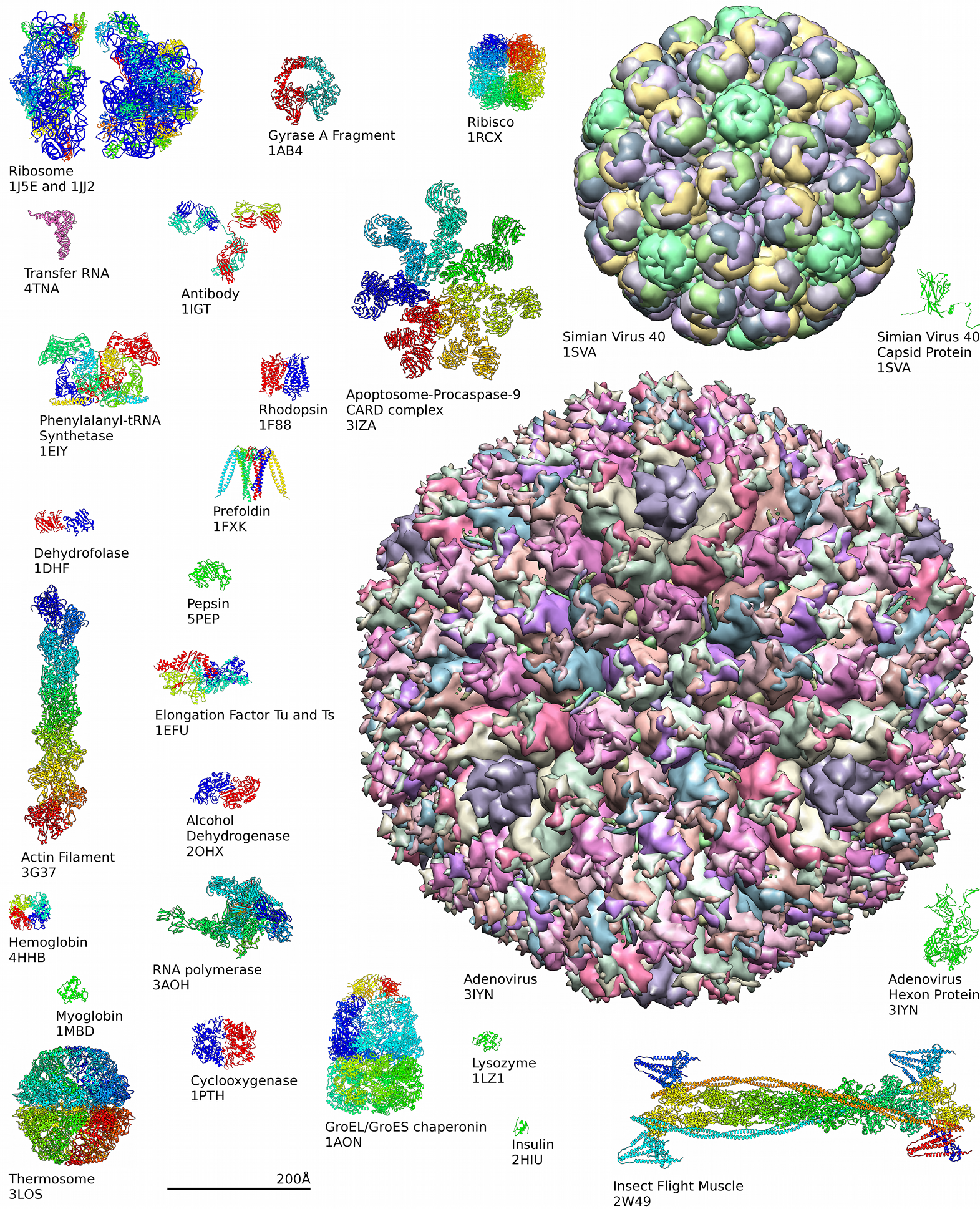
Exemple de structuri proteice din PDB

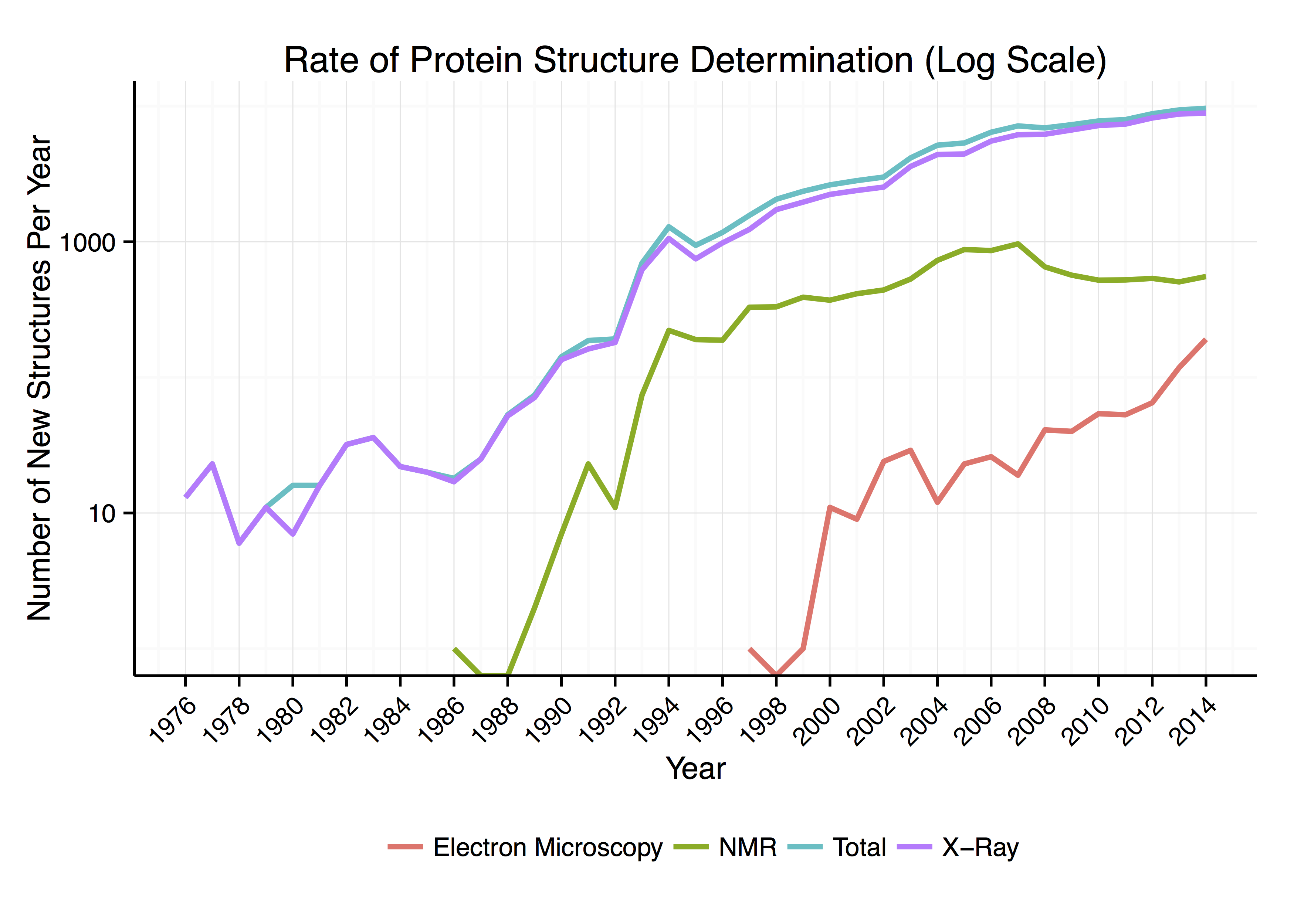
Rata determinării structurii proteinelor după metodă folsită, pentru perioada 1976-2014

Aproximativ 90% din structurile proteice disponibile în Protein Data Bank au fost determinate prin cristalografie cu raze X.  Această metodă permite măsurarea distribuției tridimensionale (3-D) a electronilor din proteina în stare cristalizată, permițând deducerea coordonatelelor 3-D, la o anumită rezoluție, ale tuturor atomilor componenți. Aproximativ 9% din structurile proteice PDB au fost obținute prin tehnici de rezonanță magnetică nucleară (RMN).  Pentru complexe proteice mai mari, microscopia crioelectronică poate determina structurile proteinelor componente. Cu tehnologia actuală, rezoluția este de obicei mai mică decât cea a cristalografiei cu raze X sau RMN-ului. Această tehnică se folosește îndeosebi pentru studiul capsidelor și al amiloizilor.
Compoziția generală a structurii secundare poate fi determinată prin dicroism circular. Spectroscopia vibrațională poate fi, de asemenea, utilizată pentru a caracteriza conformația peptidelor, polipeptidelor și proteinelor.  Spectroscopia infraroșie bidimensională a devenit o metodă valoroasă de investigare a structurilor peptidelor flexibile și a proteinelor care nu pot fi studiate cu alte metode.   O imagine mai calitativă a structurilor proteinelor este adesea obținută prin proteoliză, care este utilă și pentru screening de de probe proteice cristalizabile. Implementări noi ale acestei abordări, inclusiv proteoliza rapidă în paralel (FASTpp), pot testa structura și stabilitatea probei, fără a fi nevoie de purificare.  Odată ce structura unei proteine a fost determinată experimental, se pot obține detalii conformaționale prin studii suplimentare computaționale, utilizând simulări ale dinamicii moleculare ale acelei structuri. 

## Baze de date ale structurilor proteice
O bază de date cu structuri proteice este o bază de date ce cuprinde structurile proteinelor determinate experimental. Scopul acestor baze de date este de a organiza și adnota structurile proteice, oferind comunității științifice acces facil la datele experimentale. Astfel, informațiile referitoare la o oarecare proteină includ adesea coordonate 3D, precum și informații experimentale, cum ar fi măsura unghiurilor de legătură pentru structurile determinate prin cristalografia cu raze X. Dacă bazele de date cu structuri proteice au ca scop primar oferirea de informații structurale, bazele de date cu secvențe proteice au ca prim scop oferirea de informații pentru structurile primare ale proteinelor (i.e. secvența de aminoacizi), deși cele două tipuri de informații (structurală și secvențială) pot fi prezente simultan în anumite cazuri. Bazele de date ale structurii proteinelor sunt esențiale pentru multe întreprinderi ale biologiei computaționale, cum ar fi conceperea de noi medicamente pe baza afinităților structurale, dezvoltarea metodelor de computație și cercetări legate de funcționalitațile proteinelor, ce au la bază date experimentale. 

## Clasificări structurale ale proteinelor
Proteinele pot fi grupate pe baza asemănărilor structurale, a clasei topologice sau a originii evolutive comune. Bazele de date Structural Classification of Proteins database  și CATH  oferă două clasificări structurale diferite ale proteinelor. Când similitudinea structurală este mare, se poate presupune că proteinele respective au derivat dintr-un strămoș comun,  fiind o dovadă a omologiei. Similitudinea structurii poate fi apoi utilizată pentru a grupa proteinele împreună în superfamilii proteice.  Dacă doua proteine diferite au o structură partajată semnificativă, dar fracția (structurii partajate din totalul proteinei) partajată este mică, fragmentul partajat poate fi consecința unui eveniment evolutiv mai dramatic, cum ar fi transferul orizontal de genă, iar încadrarea lor în aceeași superfamilie proteică nu mai este justificată.  Topologia proteică poate fi și ea utilizată pentru clasificarea proteinelor. Teoria nodurilor și topologia circuitului sunt două paradigme topologice dezvoltate pentru clasificarea pliurilor proteice pe baza încrucișării lanțurilor (catenelor) peptidice, și respectiv a contactelor intracatenare.

## Predicția computațională a structurii proteinelor
Generarea unei secvențe proteice este mult mai ușoară decât determinarea structurii proteice. Cu toate acestea, structura unei proteine oferă mult mai multe informații despre funcția proteinei decât secvența acesteia. Prin urmare, au fost dezvoltate o serie de metode de calcul pentru predicția structurii unei proteine pe baza secvenței sale cunoscute.  Metodele de predicție Ab initio folosesc doar secvența proteinei. Astfel, filetarea și metoda de modelare prin omologie pot construi un model 3-D pentru o proteină cu structură necunoscută, cu ajutorul structurilor experimentale ale proteinelor înrudite evolutiv dintr-o familie de proteine.